# شونگیت

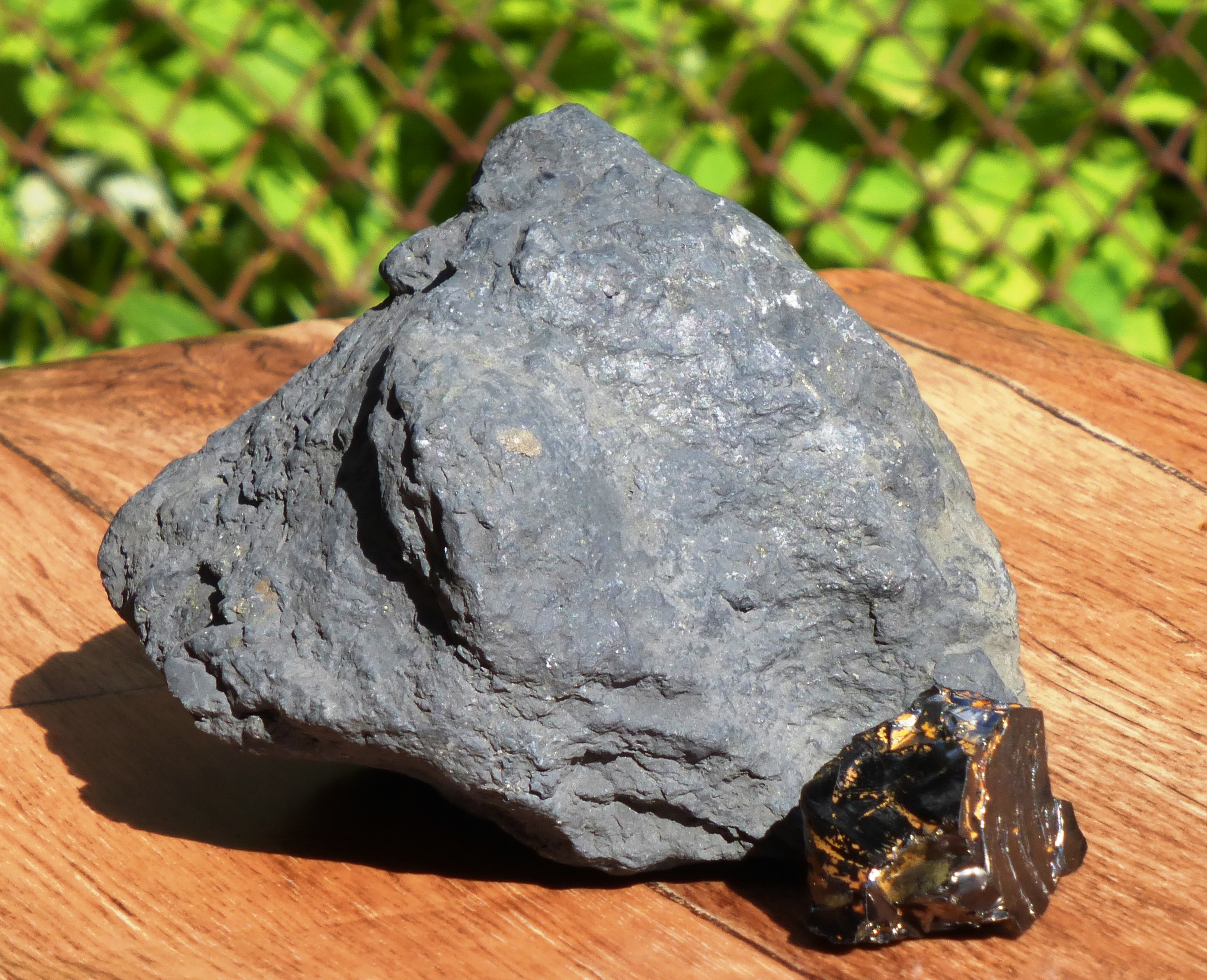
یک سنگ حاوی شونگیت (چپ) و شونگیت قیری جامد (راست)

شونگیت یا گروه متنوعی از سنگ‌های دگرگون‌شدهٔ پرکامبرین است که همگی حاوی پیروبیتومن هستند، یا پیروبیتومن درون آن سنگ‌ها وجود دارد. این سنگ اولین بار از رسوبی در نزدیکی روستای شونگا، در کارلیا، روسیه، که نام خود را از آنجا گرفته، توصیف شد. شونگیت بیشتر به خاطر ادعاهای شبه‌علمی و پزشکی قلابی در مورد کاربردهای آن در پزشکی و فناوری شناخته می‌شود، جایی که ادعا می‌شود خواصی از فواید مبهم برای سلامتی گرفته تا مسدود کردن تشعشعات نسل پنجم شبکه مخابرات سیار دارد.

## وقوع
شونگیت عمدتاً در روسیه یافت شده است. کانسار اصلی در منطقه دریاچه اونگا در کارلیا، در زاژوگینسکویه، نزدیک شونگا، و یک مورد دیگر در ووژموزرو قرار دارد. دو مورد بسیار کوچکتر دیگر نیز در روسیه گزارش شده است، یکی در کامچاتکا در سنگ‌های آتشفشانی و دیگری که در اثر سوختن ضایعات یک معدن زغال‌سنگ در دمای بالا در چلیابینسک تشکیل شده است. موارد دیگری نیز از اتریش، هند، جمهوری دموکراتیک کنگو و قزاقستان گزارش شده است.

## اصطلاحات
اصطلاح «شونگیت» از زمانی که در ابتدا در سال ۱۸۷۹ برای توصیف ماده‌ای سیاه با بیش از ۹۸٪ کربن که در رگه‌هایی نزدیک محل نمونه خود در شونگا یافت می‌شد، استفاده می‌شد، به‌طور قابل توجهی تکامل یافته است. اخیراً این اصطلاح برای توصیف طیف گسترده‌ای از سنگ‌های حاوی لایه‌های کربن مشابه نیز استفاده شده است که منجر به برخی سردرگمی‌ها شده است. در کاربرد علمی، شونگیت به یک کانیوئید اشاره دارد که حاوی بیش از ۹۸٪ کربن است و به عنوان اصلاح‌کننده نام سنگ میزبان، یعنی «دولوستون حاوی شونگیت» استفاده می‌شود. در کاربرد رایج، سنگ‌های حاوی شونگیت گاهی خود به عنوان شونگیت شناخته می‌شوند. شونگیت بر اساس درخشندگی خود به روشن، نیمه روشن، نیمه مات و مات تقسیم می‌شود.
شونگیت دو حالت اصلی برای پیدایش دارد، پخش شده در سنگ میزبان و به عنوان ماده‌ای که ظاهراً بسیج شده است. شونگیت مهاجرتی، که شونگیت روشن (براق) است، به عنوان نشان دهنده هیدروکربن‌های مهاجرتی تفسیر شده است یا به صورت شونگیت لایه‌ای، لایه‌ها یا لنزهایی نزدیک به لایه‌بندی سنگ میزبان، یا شونگیت رگه‌ای، که به صورت رگه‌های متقاطع یافت می‌شود، یافت می‌شود. شونگیت همچنین ممکن است به صورت آواری در سنگ‌های رسوبی جوان‌تر رخ دهد.

## شکل‌گیری و ساختار

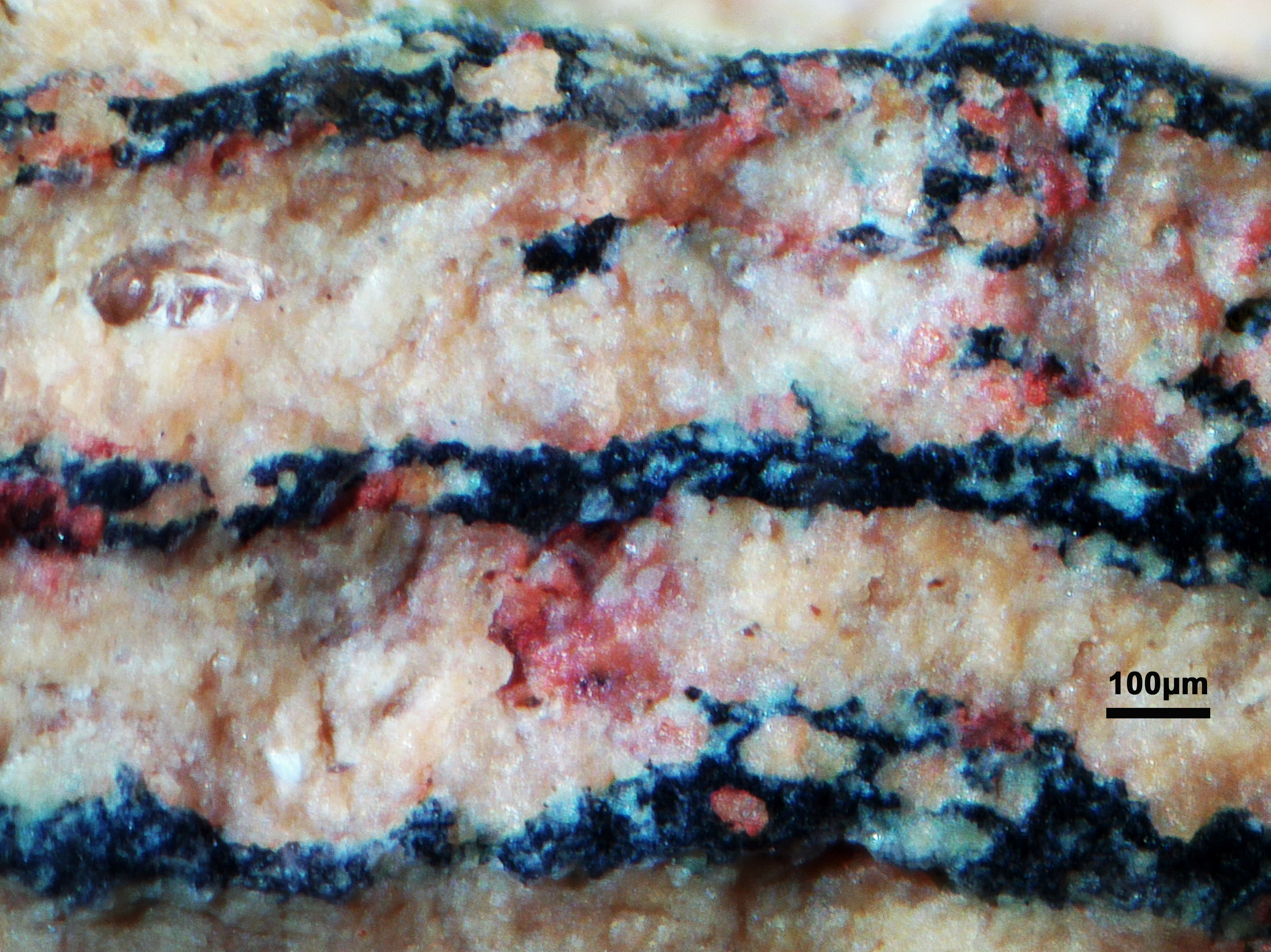
لایه‌های تیره ساخته شده از شونگیت در یک استروماتولیت، حوضه فرانسویل، گابن، آفریقای مرکزی

شونگیت از نظر تاریخی به عنوان نمونه‌ای از تشکیل نفت غیرزیستی در نظر گرفته می‌شد، اما منشأ بیولوژیکی آن اکنون تأیید شده است. شونگیت غیرمهاجر مستقیماً به صورت چینه‌شناسی بالای رسوباتی یافت می‌شود که در یک محیط تبخیری غیردریایی از یک فلات کربناته کم‌عمق تشکیل شده‌اند. تصور می‌شود توالی حاوی شونگیت در طول کافت‌زایی فعال رسوب کرده باشد، که با سنگ‌های آتشفشانی قلیایی موجود در این توالی مطابقت دارد. رسوبات غنی از مواد آلی احتمالاً در یک تالاب شور رسوب کرده‌اند. غلظت کربن نشان دهنده سطوح بالای بهره‌وری بیولوژیکی است که احتمالاً به دلیل وجود مقادیر بالای مواد مغذی موجود در مواد آتشفشانی است.
رسوبات حاوی شونگیت که ساختارهای رسوبی را در خود نگه می‌دارند، به عنوان سنگ‌های منشأ نفت دگرگون‌شده تفسیر می‌شوند. برخی از ساختارهای قارچی‌شکل به عنوان آتشفشان‌های گلی احتمالی تفسیر شده‌اند. انواع شونگیت لایه‌ای و رگه‌ای، و شونگیت‌هایی که حفره‌ها را پر می‌کنند و ماتریس برش‌ها را تشکیل می‌دهند، به عنوان نفت مهاجرت‌شده تفسیر می‌شوند که اکنون به شکل قیر دگرگون‌شده است. شونگیت قیر جامد عمدتاً آمورف است، اگرچه مانند بسیاری از رسوبات کربنی، حاوی مقادیر کمی از آلوتروپ‌های کربن مانند صفحات گرافن و فولرن‌ها است.

## سپرده شونگا
ذخایر شونگا حاوی ذخیره کربن کل تخمینی بیش از ۲۵۰ گیگاتن است. این ذخایر در توالی سنگ‌های متا-رسوبی و متا-آتشفشانی پالئوپروتروزوئیک یافت می‌شوند که در یک سینفورم حفظ شده‌اند. این توالی با استفاده از یک توده نفوذی گابرو که قدمت آن ۱۹۸۰±۲۷ میلیون سال پیش و دولومیت‌های زیرین که قدمت آن ۲۰۹۰±۷۰ میلیون سال پیش است، تعیین قدمت شده است. نه لایه حاوی شونگیت در سازند زائونژسکایا، از وسط توالی حفظ شده، وجود دارد. از این میان، ضخیم‌ترین لایه، لایه ششم است که به دلیل تمرکز رسوبات شونگیت، به عنوان «افق مولد» نیز شناخته می‌شود. چهار کانسار اصلی از این منطقه شناخته شده‌اند، کانسارهای شونگسکوئه، ماکسوو، زاژوگینو و نیگوزرو. کانسار شونگسکوئه بیشترین مطالعه را داشته و تا حد زیادی تهی شده است.

## کاربردها و ادعاهای شبه‌علمی
شونگیت از اواسط قرن هجدهم به عنوان رنگدانه برای رنگ استفاده می‌شده است، و در حال حاضر با نام‌های «کربن سیاه» یا «شونگیت سیاه طبیعی» فروخته می‌شود. در دهه ۱۹۷۰، شونگیت در تولید یک ماده عایق، معروف به شونگیتسیت، مورد استفاده قرار گرفت. شونگیت با گرم کردن سنگ‌هایی با غلظت کم شونگیت تا ۱٬۰۹۰–۱٬۱۳۰ درجه سلسیوس (۱٬۹۹۰–۲٬۰۷۰ درجه فارنهایت) تهیه می‌شود. و به عنوان پرکننده با چگالی کم استفاده می‌شود. شونگیت در فناوری‌های ساختمانی کاربرد دارد. وجود فولرن‌ها باعث شده است که شونگیت به عنوان یک مخزن طبیعی مورد توجه محققان قرار گیرد، اگرچه شونگیت در مقایسه با سایر سنگ‌های غنی از کربن، به‌طور منحصر به فردی غنی از فولرن نیست.
شونگیت از اوایل قرن هجدهم به عنوان یک درمان پزشکی عامیانه مورد استفاده قرار می‌گرفته است. پتر کبیر اولین اسپای روسیه را در کارلیا تأسیس کرد تا از خواص تصفیه آب ادعایی شونگیت استفاده کند. او همچنین استفاده از آن را در تأمین آب تصفیه شده برای ارتش روسیه رواج داد. طرفداران شبه‌علم شفابخشی کریستالی و نظریه‌پردازان توطئه نسل پنجم شبکه مخابرات سیار به اشتباه ادعا کرده‌اند که شونگیت ممکن است تشعشعات نسل پنجم شبکه مخابرات سیار را از مجاورت خود با کارایی بیشتری نسبت به هر ماده‌ای با رسانایی الکتریکی مشابه حذف کند. بسیاری از این ادعاها اغلب بر مزایای مشهور فولرن‌های موجود در شونگیت تمرکز دارند که در غلظت‌های ۱ تا ۱۰ قسمت در میلیون یافت می‌شوند. علیرغم مزایای ادعایی آن برای سلامتی، شونگیت حاوی فلزات سنگین سمی مانند سرب و کادمیوم است و در صورت استفاده به عنوان داروی جایگزین می‌تواند خطری برای سلامتی ایجاد کند.